# John Mattson Fastighet
John Mattson Fastighets AB är ett familjeägt svenskt fastighetsbolag som grundades av byggmästare John Mattson 1944. Under åren 1944-1965 var bolaget ett av Sveriges största bygg- och fastighetsbolag. 1966 avyttrades byggverksamheten, nuvarande JM.
Idag äger och förvaltar John Mattson Fastighets AB bostäder och kommersiella fastigheter på Lidingö, däribland Bodals gård.

## Personhistoria
Bröderna Einar Mattsson (1904-2001) och John Mattson (1915-1995), som senare tog bort ett s i efternamnet och stavade namnet som Mattson, växte upp i ett lantbrukarhem på Väddö i norra Roslagen. Bröderna kom båda under sitt vuxna liv att verka som byggmästare i Stockholm.
John Mattson började som 15-åring att arbeta inom sjöfarten. Han kom dock ganska snart att börja med byggverksamhet. År 1941 tog han en examen som byggnadsingenjör och år 1945 grundade bröderna John Mattson och Einar Mattsson en byggfirma som kort därefter övertogs helt av John Mattson.
John Mattson Byggnads AB kom med tiden att bli ett stort bygg- och fastighetsföretag. I huvudsak verkade John Mattson Byggnads AB i Stockholmsregionen. Här uppförde företaget både bostäder och andra typer av hus, bland annat det 3:e och 4:e höghusen, av de s.k. Hötorgsskraporna och Wenner-Gren Center. År 1966 såldes byggverksamheten, som numera går under namnet JM, medan fastighetsförvaltningen samlades inom John Mattson Fastighets AB. John Mattson var ordförande i byggföretaget fram till 1979.